# Hear Them Calling
Hear Them Calling ist ein Lied der isländischen Sängerin Greta Salóme. Sie hat mit diesem Lied Island beim Eurovision Song Contest 2016 repräsentiert.

## Hintergrund und Veröffentlichung
Das Lied wurde von der Sängerin selbst geschrieben und am 15. Januar 2016 erstmals unter dem Namen Raddirnar im Rahmen des isländischen Vorentscheids für den Eurovision Song Contest 2016 veröffentlicht. Das Lied wurde ursprünglich auf Isländisch komponiert, da der Vorentscheid vorsieht, dass die Lieder im Halbfinale in der Landessprache gesungen werden müssen. Wenige Tage nach dem Halbfinale gab sie jedoch via Facebook bekannt, dass sie im Finale und im Falle eines Sieges beim ESC auf Englisch singen werde. Am 20. Februar 2016 gewann Greta Salóme mit der englischen Version Hear Them Calling Söngvakeppnin 2016, den isländischen Vorentscheid zum Eurovision Song Contest. Sie erreichte zusammen mit Alda Dís Arnardóttir das Superfinale und gewann dort die Show mit mehr als 70 % der Stimmen der isländischen Anrufer.
Am 19. März 2016 wurde eine von Thorvaldur Bjarni und Ash Howes umgearbeitete Version des Liedes veröffentlicht. Ash Howes komponierte unter anderen schon Lieder für Ellie Goulding und Kylie Minogue.